# Cellere
Cellere település Olaszországban, Viterbo megyében. Lakosainak száma 1071 fő (2023. január 1.). Cellere Arlena di Castro, Canino, Ischia di Castro, Piansano, Tessennano és Valentano községekkel határos.

## Népesség
A település népessége az elmúlt években az alábbi módon változott:
| Lakosok száma | 1184 | 1168 | 1071 |
|               | 2017 | 2018 | 2023 |